# Gröntjärnen (Undersåkers socken, Jämtland)
Gröntjärnen är en sjö i Åre kommun i Jämtland och ingår i Indalsälvens huvudavrinningsområde.